# Granuliterebra eddunhami
Granuliterebra eddunhami é uma espécie de gastrópode do gênero Granuliterebra, pertencente a família Terebridae.